# Percophis brasiliensis
Percophis brasiliensis är en fiskart som beskrevs av Jean René Constant Quoy och Joseph Paul Gaimard 1825. Percophis brasiliensis ingår i släktet Percophis och familjen Percophidae. Inga underarter finns listade i Catalogue of Life.